# Le Gué-de-Velluire
Le Gué-de-Velluire település Franciaországban, Vendée megyében. Lakosainak száma 516 fő (2022. január 1.). Le Gué-de-Velluire Marans, L’Île-d’Elle, La Taillée, Vix és Les Velluire-sur-Vendée községekkel határos.

## Népesség
A település népességének változása:
| Lakosok száma | 549  | 544  | 556  | 544  | 536  | 529  | 527  | 524  | 516  |
|               | 2013 | 2015 | 2016 | 2017 | 2018 | 2019 | 2020 | 2021 | 2022 |